# Gabriel Marselis

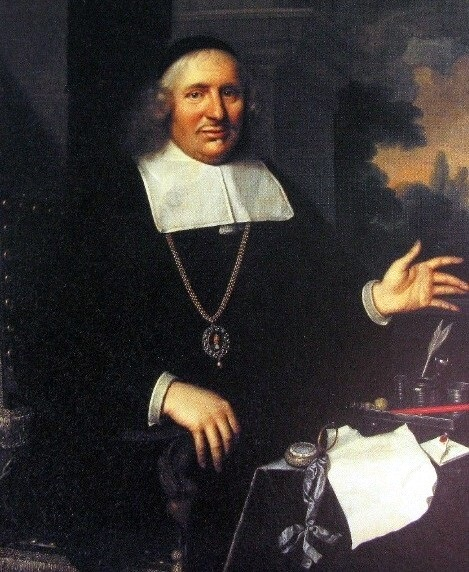
Gabriel Marselis, Gemälde von Pieter Nason, 1669

Gabriel Marselis (auch Marcelles oder Marcelis; * 1609 in Hamburg; † 5. April 1673 in Amsterdam) war ein niederländischer Großkaufmann und Finanzier, der in der Mitte des 17. Jahrhunderts zu den wichtigsten Kreditgebern der dänischen Krone gehörte und einer der reichsten Niederländer seiner Zeit war.
Sein gleichnamiger Vater hatte während des Dreißigjährigen Krieges von Hamburg aus eins der größten Handels- und Bankhäuser in Nordeuropa begründet, das unter den vier Söhnen und dem Schwiegersohn bis nach Russland und Norwegen expandierte. Der jüngere Gabriel Marselis führte ab etwa 1630 das Handelshaus der Familie in Amsterdam. Von dort aus vertrat er ab 1638 die dänischen Interessen in den Niederlanden. Er finanzierte zusammen mit seinem Bruder Selio und mehreren Kompagnons die Kriege der dänischen Könige Christian IV. und Friedrich III. gegen Schweden und versorgte die dänische Flotte mit Schiffen und Waffen, die sie teils einkauften, teils in eigenen Werften und Manufakturen herstellen ließen. Dabei kam ihnen die enge Vernetzung in den Kreisen der niederländischen Großkaufleute, aber auch die Verbindung zu den mächtigen Schwiegersöhnen von König Christian IV. zugute. Da das von Kriegen ruinierte Königreich Dänemark immer mehr Schwierigkeiten hatte, die gelieferten Waren und die vergebenen Kredite zu bezahlen, vergab es als Gegenleistung Handelslizenzen und Privilegien für den Bergbau in Norwegen und verpfändete schließlich einen Großteil des Kronguts. Zusätzlich zu diesen Pfandgütern kaufte Gabriel Marselis weitere Ländereien, was ihn zum größten Landbesitzer in Dänemark und Norwegen machte. Seine Güter und Produktionsstätten beutete er rücksichtslos aus. 1665 wurde er in den dänischen Adel aufgenommen. Zu diesem Zeitpunkt befand sich das Familienunternehmen bereits im Niedergang. Die norwegischen Besitztümer wurden nach Marselis’ Tod verkauft, die dänischen Güter in den 1680er Jahren teilweise wieder eingezogen.
Die Sommerresidenz der dänischen Königsfamilie verdankt ihren Namen Schloss Marselisborg Gabriel Marselis, der diesen Landbesitz 1661 überschrieben bekam und dort einen Vorgängerbau des heutigen Schlosses errichtete.

## Familie
Die Familie Marselis stammte aus Antwerpen. Marselis’ Vater war Gabriel Marselis der Ältere († 1643). Seine Mutter Anna l’Hermite († 1652) war eine Tochter des Juwelenhändlers Peter l’Hermite (* 1545; † vor 1617) und mit dem niederländischen Admiral Jacques L’Hermite verwandt. Aus ihrer ersten Ehe mit dem Kaufmann Francois von de Keere († 1596) hatte sie einen Sohn, der jedoch jung starb.
Gabriel Marselis der Ältere, Sohn des Gutsbesitzers Jan van Marselis, war als Calvinist aus den katholischen Spanischen Niederlanden in die auch als Generalstaaten bezeichnete Republik der Sieben Vereinigten Provinzen geflohen. Wohl 1603 folgte er seinem Schwiegervater Peter l’Hermite nach Hamburg, wo er erstmals 1605 im Niederländischen Contract, einem Vertrag der reformierten Niederländer mit dem lutherischen Senat, erscheint. Ab 1613 hatte er Geschäftsverbindungen in das russische Reich und wohl auch nach Polen-Litauen, wo er sich erfolgreich für die Freilassung Fjodor Nikititsch Romanows, des Vaters des Zaren Michail Fjodorowitsch Romanow, einsetzte. Erste Geschäfte mit Dänemark lassen sich für 1626 nachweisen, als er kurz nach dem Eintritt Dänemarks in den Dreißigjährigen Krieg zusammen mit seinem späteren Schwiegersohn Albert Baltzer Berns Getreide aus Russland importierte. Zu dem einträglichen Getreidehandel der Kompanie Berns & Marselis kamen bald Waffenhandel und Finanzgeschäfte. Marselis lieh dem dänischen König Christian IV. erhebliche Summen und vertrat ab 1628 als Faktor und Resident dessen Interessen in Hamburg.
Neben dem jüngeren Gabriel hatte er drei weitere Söhne und eine Tochter, die das Erwachsenenalter erreichten. Alle waren in das väterliche Geschäft eingebunden, standen eng miteinander in Verbindung und mehrten durch Ehe- und Geschäftsverbindungen Einfluss und Wohlstand der Familie:
- Peter (* um 1600 in Rotterdam; † 1672) gehörte zu den niederländischen Kaufleuten, die im 17. Jahrhundert auf Einladung von Zar Michail Romanow in den Aufbau der russischen Metallindustrie investierten. Ab 1629 lebte er als Großkaufmann in Moskau und besaß in Russland ein Eisenbergwerk und mehrere Werke zur Eisenverhüttung und Waffenproduktion.[5] Ab 1634 vermittelte er der Gottorfer Gesandtschaft nach Russland unter Adam Olearius Kontakte zum russischen Hof, wo er ab 1638 auch die dänischen Interessen als Resident vertrat.[6] 1642 wurde er geadelt. Für seine Hochzeit mit Dorothea Barnesley, der Tochter eines ebenfalls in Moskau ansässigen englischen Kaufmanns, verfasste Paul Fleming ein – verloren gegangenes – Gedicht.[7] 1670 übernahm er von seinem in diesem Jahr verstorbenen Sohn Leonhard das im Aufbau befindliche russische Postwesen.[8]
- Selio (auch Celio; * 15. Dezember 1602[9] in Rotterdam; † 20. März 1663 in Kopenhagen) vertrat das Familienunternehmen vor allem in Norwegen.[10] Er war mit Anna van der Straten († 1654) verheiratet, mit der er fünf Kinder hatte, die Töchter Anna, Sara und Constantia und die Söhne Gabriel und Johann. Sein Grabmal in der Vor Frue Kirke in Kopenhagen ist nicht erhalten.
- Leonhard (* 1611; † 5. Oktober 1667 in Amsterdam) vertrat das Familienunternehmen in Hamburg, besaß aber auch Land in den Niederlanden. Seine einzige Tochter Anna Margarethe (1648–1736) heiratete einer familiären Absprache entsprechend 1668 zunächst ihren Cousin Albert Berns, der jedoch früh verstarb, worauf sie 1672 eine zweite Ehe mit dem holsteinischen Adligen Joachim von Brockdorff schloss, aus der Constantia von Cosel, eine Mätresse Augusts des Starken, stammte.
- Elisabeth (1613–1663) heiratete 1629 den Hamburger Kaufmann Albert Baltzer Berns (auch Albert Balthazar Beerents oder Behrens; 1602–1652). Berns war als Sohn einer niederländischen Familie in Kopenhagen geboren worden und seit 1625 als Heereslieferant für die dänische Krone tätig. Seit 1645 besaß er das Gut Wandsbek. Elisabeth Berns führte als Witwe das Geschäft ihres Mannes zusammen mit ihrem Bruder Leonhard weiter. In Wandsbek stiftete sie ein Armenhaus. Sie hatte acht Kinder, von denen vier erwachsen wurden:
  - Anna (1635–1700) ⚭ Louis van de Wiele (1627–1660), einen dänischen Residenten in Hamburg[11]; Elisabeth, eine Tochter dieser Ehe, wurde die Frau von Andreas Pauli von Liliencron.
  - Elisabeth (1637–1663) ⚭ Paul von Klingenberg
  - Albert Berns (1642–1670) ⚭ seine Cousine Anna Margarethe Marselis[12]
  - Gabriel Berns (1646–1678) ⚭ Marie de la Fontaine; er erbte als jüngster und letzter überlebender Sohn Wandsbek und versuchte nach dem Tod seiner Mutter, den Zuzug wohlhabender Einwohner zu fördern, indem er mit königlichem Privileg Kaufleuten, die als säumige Schuldner ihre Heimat hatten verlassen müssen, das Recht zur Niederlassung erteilte und einige Jahre später auch Juden erlaubte, sich auf seinem Besitz anzusiedeln.[13]

## Leben

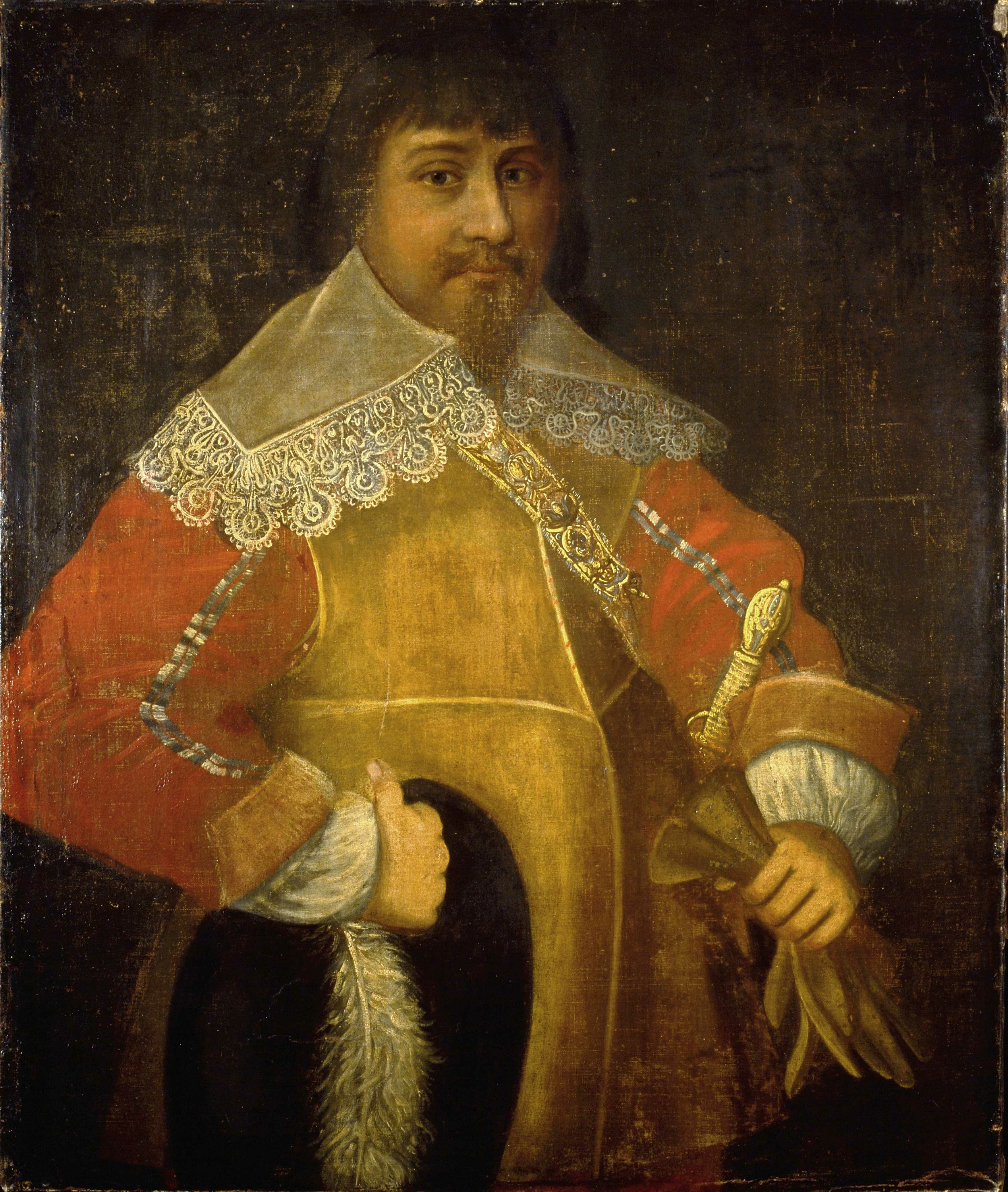
Selio Marselis

### Väterliches Geschäft und familiäre Vernetzung
Seinen ersten eigenständigen Auftritt als Kaufmann hatte Gabriel Marselis als 19-Jähriger, als er 1628 im Auftrag seines Vaters mit dem Kriegskommissar Cai von Ahlefeldt einen Vertrag aushandelte. Dabei ging es um die Lieferung von Getreide und Heeresausstattung im Wert von rund 25.000 Reichstalern für das nach der Schlacht bei Lutter und den anschließenden Plünderungen des kaiserlichen Heers unter Tilly ruinierten Königreichs Dänemark. In den folgenden Jahren führte er zusammen mit seinem älteren Bruder Selio das Handelshaus in Amsterdam. Wie die verschwägerte Familie Trip handelten sie zwar einerseits mit Getreide, vor allem aber mit Waffen und mit Schießpulver. Da die Brüder auch das mit den Generalstaaten im Krieg liegende Spanien mit ihren Waffen belieferten, mussten sie wegen illegalem Waffenhandels mehrmals Geldstrafen zahlen.
König Christian IV. empfahl Marselis 1632 für die Stellung eines Residenten in Warschau. Aus dieser Zeit liegen nur wenige Quellen vor. So schloss Marselis 1634 einen Vertrag mit Jakob Kettler, ab 1642 Herzog von Kurland und Semgallen, in dessen künftige Kolonien zu investieren. Eine Beteiligung bei der kurzfristigen Kolonialisierung Tobagos durch die Kurländer in den 1650er Jahren ist aber nicht belegt.
Am 11. April 1634 heiratete Gabriel Marselis in De Beemster in den Niederlanden Isabella (Isabeau) van der Straten (* Januar 1616 in Hamburg), deren ältere Schwester Anna bereits mit seinem Bruder Selio verheiratet war. Sie war die jüngste Tochter des um 1630 verstorbenen niederländischen Kaufmanns Jan Fransz van der Straten und dessen Frau Sara Moncks, die sich wie der ältere Gabriel Marselis in Hamburg niedergelassen hatten. Über zwei weitere Schwestern ihrer Ehefrauen waren die Brüder Marselis mit den Amsterdamer Kaufleuten Pieter Trip und Samuel Sautijn (1593–1672) verschwägert. Letzterer war niederländischer Konsul in Genua und Direktor der Compagnia Marittima di San Giorgio, einer italienisch-niederländische Handelsgesellschaft, die in Amsterdam von seinen Schwägern Frans, Willem und Pieter van der Straten vertreten wurde.

### Rüstungslieferant und -produzent für Christian IV.
Ab 1638 ist Gabriel Marselis als dänischer Faktor und Resident (resident commissarius) in Amsterdam belegt, wo er seinen Hauptwohnsitz hatte. In dieser Eigenschaft belieferte er die dänische Krone mit Rohstoffen und Rüstungsgütern. So kaufte er im Frühjahr 1644 in Amsterdam ein Schiff für den dänischen König und befrachtete trotz eines 1640 von den Generalstaaten erlassenen Exportverbots für Rüstungsgüter nach Dänemark mehrere Schiffe mit Kanonenkugeln, Schießpulver und Lunten, die ungehindert in das unter dänischer Regierung stehende Glückstadt im Herzogtum Holstein gelangten. Zudem warb er in den Niederlanden auch Soldaten und Matrosen für die dänische Marine.
Auf der Werft in Neustadt ließen Berns & Marselis ab 1638 mindestens zehn Schiffe, vor allem große Kriegsschiffe, durch niederländische Schiffsbauer bauen. Dazu gehörte das königliche Flaggschiff Trefoldigheden. Allerdings war Christian IV. mit dem fertiggestellten Schiff nicht zufrieden, sondern ließ es von dem englischen Schiffsbaumeister James Robbins in der königlichen Werft auf Bremerholm überarbeiten.
Die Bezahlung der Schiffe durch den König verlief oft nur schleppend. Zwar fanden teilweise Zahlungen beim Kieler Umschlag statt, meist musste Marselis jedoch viel Geld vorstrecken. Auch dabei erfolgte die Bezahlung häufig indirekt. Zu den Privilegien, die der dänische König der Kompanie Berns & Marselis als Gegenleistung für Waren und Kredite erteilte, gehörte 1638 das Monopol für den Salpeterhandel mit Russland. 1639 hatte Dänemark von niederländischen Handelsschiffen bei der Sunddurchfahrt Salpeter konfisziert, weil diese das Berns & Marselis erteilten Monopol für den Salpeterhandel mit Russland verletzt hatten. Der jüngere Gabriel Marselis schloss daraufhin einen Vergleich zwischen den niederländischen Kaufleuten und dem dänischen König: Die Kaufleute erhielten einen Teil des konfiszierten Salpeters für 60.000 Reichstaler zurück. 50.000 Reichstaler bekam Marselis als Bezahlung für zwei auf seiner Werft gebaute Schiffe. Das Salpetermonopol ließ sich jedoch nicht länger aufrechterhalten.
Im Auftrag des dänischen Königs 1640 bereiste Gabriel Marselis dessen Herrschaftsgebiet Norwegen, um die Produktivität der dortigen Kupfer- und Eisenindustrie zu überprüfen. Es gelang ihm, sich im Namen seines Vaters Anteile an norwegischen Bergwerken und ein Monopol auf Holzexporte zu sichern. Für sich selbst erhielt er ein königliches Privileg für die günstig an der Küste gelegene Eisenhütte in Bærum und erweiterte das Firmengelände durch private Landkäufe. Bei der Rückreise und auch bei späteren Aufenthalten führte er zollfrei insgesamt mehrere hundert Mastbäume aus, die er gewinnbringend in Amsterdam verkaufte.
Durch den Tod des Vaters erbte Gabriel Marselis 1643 dessen norwegische Bergwerke, deren Ertrag er erheblich verbesserte, und das Monopol auf die Ausfuhr von Holz. Mit dem norwegischen Holz ließ die Kompanie Berns & Marselis auf den Werften in Glückstadt und Neustadt Schiffe im Auftrag von König Christian IV. und auch für sich selbst bauen. In Glückstadt unterhielt das Familienunternehmen zudem eine Kanonengießerei und errichtete ein Zeughaus, für das es jährlich 3.000 Reichstaler von der Krone erhielt, es leistete damit einen großen Beitrag zum Ausbau der von König Christian IV. 1617 gegründete Festungsstadt zu einem Zentrum der dänischen Militärflotte. Für die Lieferung von Kanonen bezahlte der König jedoch nicht, sondern übertrug Berns & Marselis 1642 einen mit Spanien ausgehandelten Vertrag über Salzlieferungen: Berns & Marselis sollten bis 1644 20.000 Last Salz holen und für jede Last fünf Reichstaler an die Krone zahlen. Der darüber hinausgehende Gewinn sollte als Bezahlung für die Kanonen gelten. In den unsicheren Zeiten gelang es Berns & Marselis jedoch nicht, den Vertrag zu erfüllen. Das sollte ihren Nachkommen später zum Verhängnis werden.

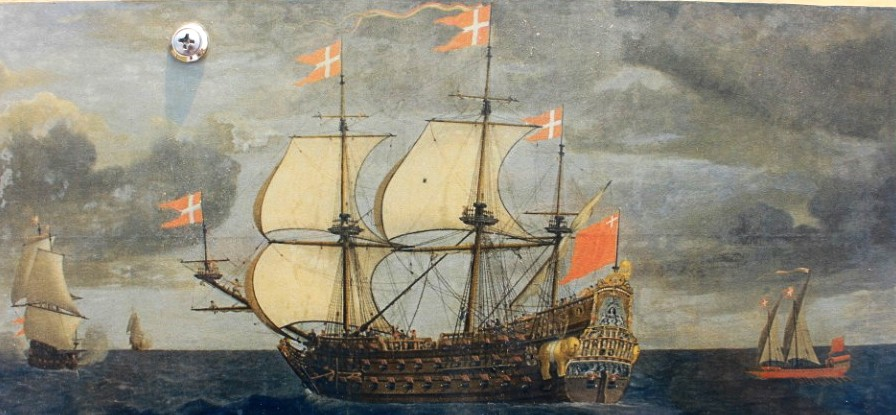
Die 1649 in Neustadt gebaute Frederik

Im Torstenssonkrieg, der im Dezember 1643 mit einem überraschenden schwedischen Angriff auf das Herzogtum Holstein begann, plünderten und zerstörten schwedische Truppen im Frühjahr 1644 die Neustädter Werft. Ein fertiggestelltes Schiff, die Ørnen, wurde in die schwedische Flotte aufgenommen. Bis 1647 wurde die Werft wieder aufgebaut und produzierte weitere Schiffe. Allerdings blieb die durch den Krieg verarmte dänische Krone die Bezahlung nun gänzlich schuldig. Die Untersuchung über die aufgestellten Kosten für die 1649 von der Neustädter Werft ausgelieferte Frederik führte dazu, dass Berns und Marselis den Schiffsbau nicht mehr als finanziell lohnend ansahen und die Werft 1650 verkauften.
Auch ansonsten machten sich die Gebrüder Marselis mit großzügigen Krediten und Waffenlieferungen für den dänischen König unentbehrlich. Die dänischen Schulden wuchsen ins Unermessliche. Nach dem Frieden von Brömsebro im August 1645 präsentierte allein Gabriel Marselis Forderungen von über 55.000 Reichstalern in Dänemark und 31.000 Reichstalern in Norwegen. Ähnliche Rechnungen stellten seine Brüder und sein Schwager Berns auf. Letzterer erhielt die dänische Post in Glückstadt.

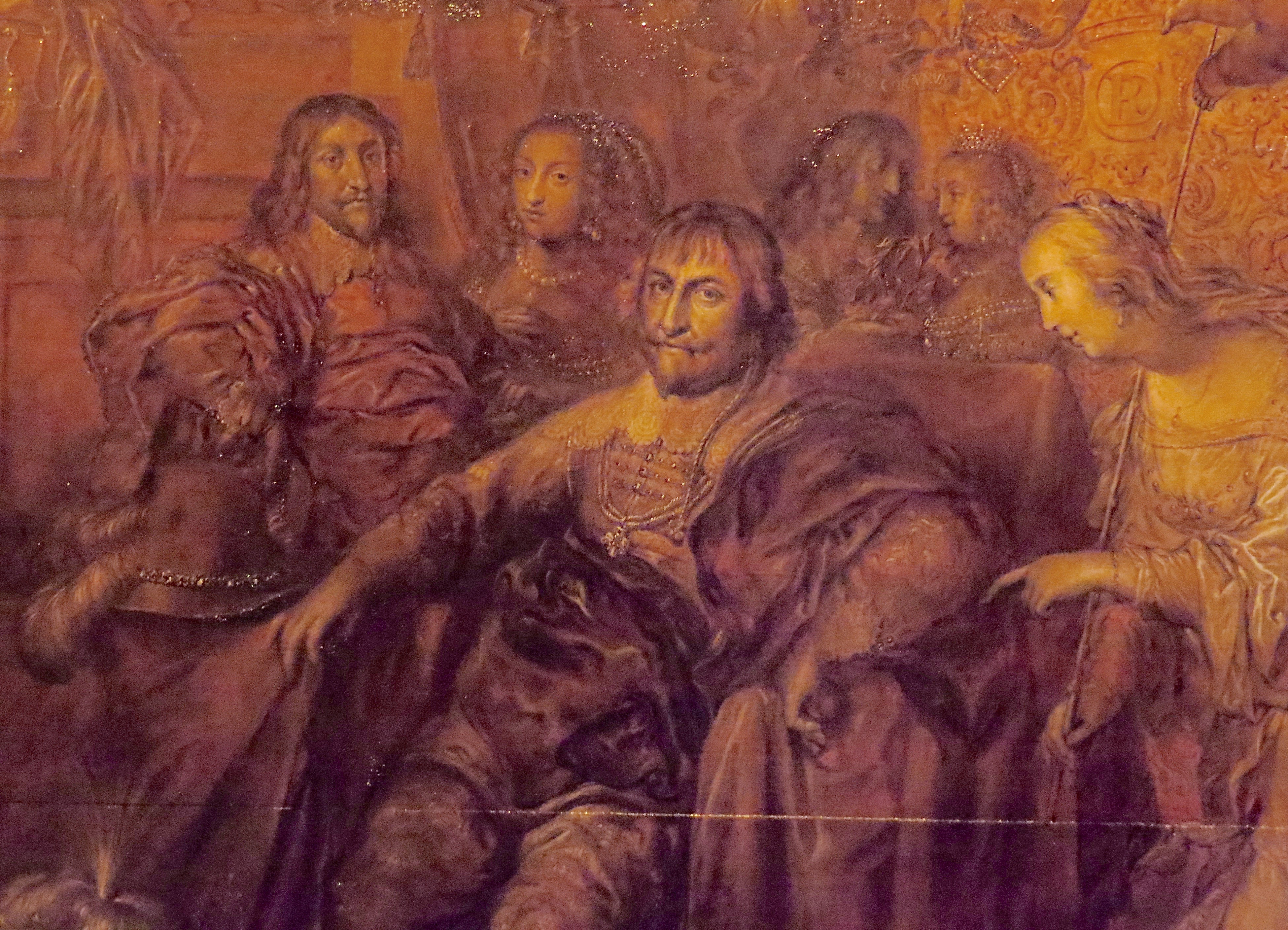
Christian IV. Ausschnitt aus dem Bild Christian IV. als Friedensvermittler von Adriaen van de Venne (1643)

Außer mit der Beschaffung von Rüstungsgütern beauftragte Christian IV. seinen Handelsagenten auch mit der Vermittlung von Kunst. So ließ er ihn 1643 ein Gemälde, eine Grisaille in Ockertönen, bei Adriaen van de Venne in Auftrag geben, das den König als Sieger und Friedensbringer zeigt. Das Gemälde wurde geliefert, aber in Anbetracht der inzwischen für Dänemark katastrophalen Lage im Torstenssonkrieg, die die Darstellung obsolet machte, nicht bezahlt. Erst Ende 1648 wies der neue König Friedrich III. Marselis an, dem Maler 300 Reichstaler, deutlich weniger als den ursprünglich ausgehandelten Preis, zu übergeben.

### Geschäfte mit der „Schwiegersohnpartei“

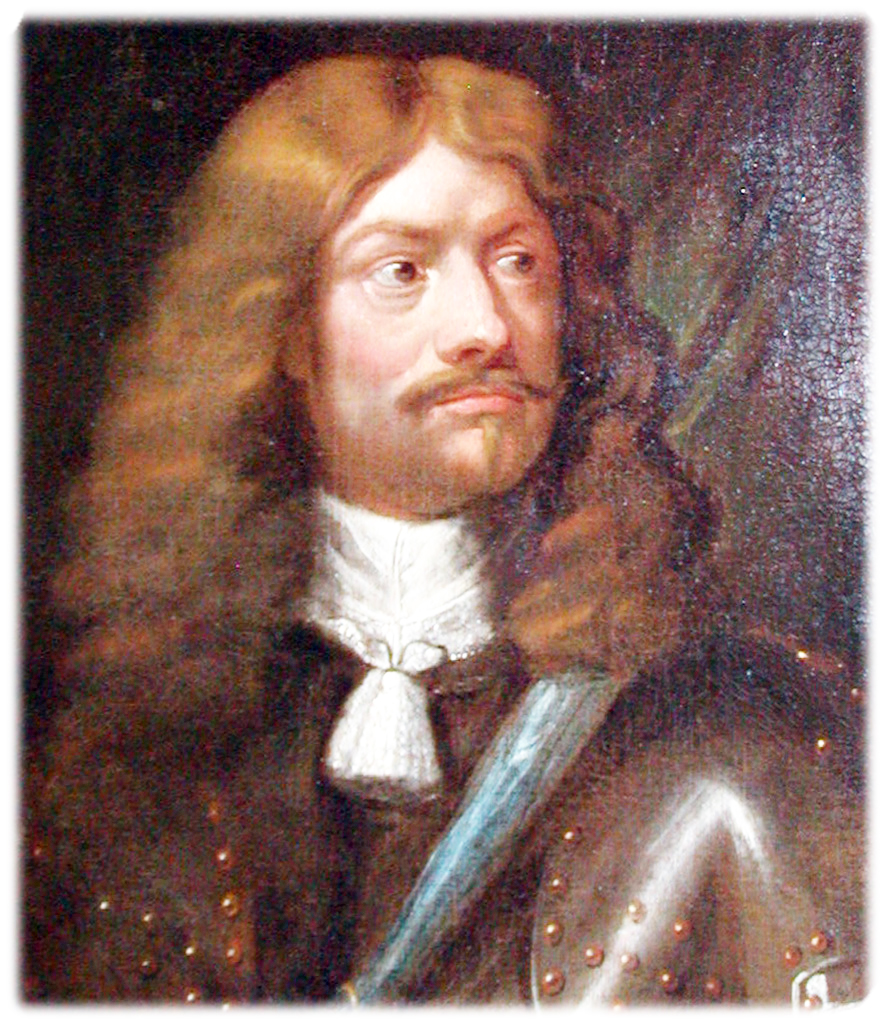
Hannibal Sehested

Besonders einträglich für Marselis waren die Geschäfte mit Hannibal Sehested und Corfitz Ulfeldt. Die mächtigen Schwiegersöhne Christians IV., Ehemänner der Töchter des Königs aus dessen morganatischer Ehe mit Kirsten Munk, hatten in den letzten Lebensjahren ihres königlichen Schwiegervaters die eigentliche Macht im Staat inne, die sie vor allem zu eigenen Gunsten ausübten. Sehestad war 1642 Statthalter von Norwegen geworden, dessen Verwaltung er im Sinne des Merkantilismus modernisierte. In seinem Auftrag ließ Selio Marselis sich 1644 in Christiania nieder und baute Kriegsschiffe, die er mittels seiner weitreichenden familiären Kontakte mit Waffen und Mannschaften ausstattete. Auch Gabriel Marselis kam 1645 für ein paar Monate nach Norwegen und gewährte dem durch den Krieg gegen Schweden weitgehend von Dänemark abgeschnittenen Statthalter Kredit. Auf seiner Rückreise nach Kopenhagen überbrachte Gabriel Marselis dem König die norwegischen Zolleinnahmen.
Als Gegenleistung für die über 130.000 Reichstaler, die die Krone Selio Marselis nach dem Torstenssonkrieg schuldete, erteilte Sehested ihm und seiner Familie in Christiana ab 1646 erhebliche Privilegien, zu denen Zoll- und Steuerbefreiung gehörten, aber auch freie Ausübung seines calvinistischen Bekenntnisses gehörte. In der Nähe der Stadt baute er sich sein Anwesen Marselienborg mit einem großen Garten am heutigen Eidsvolls plass. Besonders unbeliebt machte ihn bei den Bürgern von Christiania, dass er alle Rechte eines Bürgers genoss, ohne jedoch an die Pflichten gebunden zu sein. Ab 1648 betätigte Selio sich als Bergwerkexperte. Auch Gabriel Marselis erhielt weitere Bergwerke und Höfe in Norwegen. Dank des Kapitals der Marselis-Brüder, das die Erschließung der Kupfer-, Eisen- und Silbervorkommen ermöglichte, nahm die norwegischen Wirtschaft einen schnellen Aufschwung, von dem nicht zuletzt Selio und Gabriel Marselis erheblich profitierten.
Für die Finanzierung der dänisch-norwegischen Flotte, einer Auslandsreise Sehesteds mit Prinz Christian von Dänemark, aber auch ihrer privaten Verschwendungssucht verpachteten Sehested und Ulfeldt ihren Gläubigern den künftige Ertrag diverser Zollstationen, von denen der Sundzoll, den die Brüder Marselis 1649 erhielten, besonders ertragreich war. Als Pächter konnten sie den Zoll bereits vor Abfahrt der Schiffe in den Niederlanden kassieren, so dass an der Zollstation im Hafen von Helsingør höchstens noch eine geringe Nachzahlung zu leisten war. Das hatte für die niederländischen Schiffer den Vorteil, dass sie den Öresund ohne Verzögerung und weitere Überprüfung passieren konnten. Der Großteil des Geldes floss somit direkt in die Taschen der Brüder Marselis, die stattdessen eine Ablösesumme an den dänischen Staat zu zahlen hatten. Damit hatte Christian IV., der seine Regentschaft als einer der reichsten Monarchen in Europa begonnen hatte, bevor er sich und sein Land durch die vielen Kriege und die aufwendige Hofhaltung und Baumaßnahmen vollkommen verschuldete, eine seiner wichtigsten Einnahmequellen aus der Hand gegeben. Selbst die Reichsinsignien waren bei seinem Tod 1648 an Marselis verpfändet. Nur die Krone blieb dem Königshaus erhalten. Da die Gebrüder Marselis aber immer neue Kredite gewährten, schmolz die Schuldenlast nicht ab, sondern stieg immer weiter.
Durch die Machenschaften der Schwiegersohnpartei bereicherten sich die Gebrüder Marselis erheblich. Nach ihrem Sturz wurde Selio der Unterschlagung von fast 50.000 Reichstalern überführt.

### Finanzier von Friedrich III.

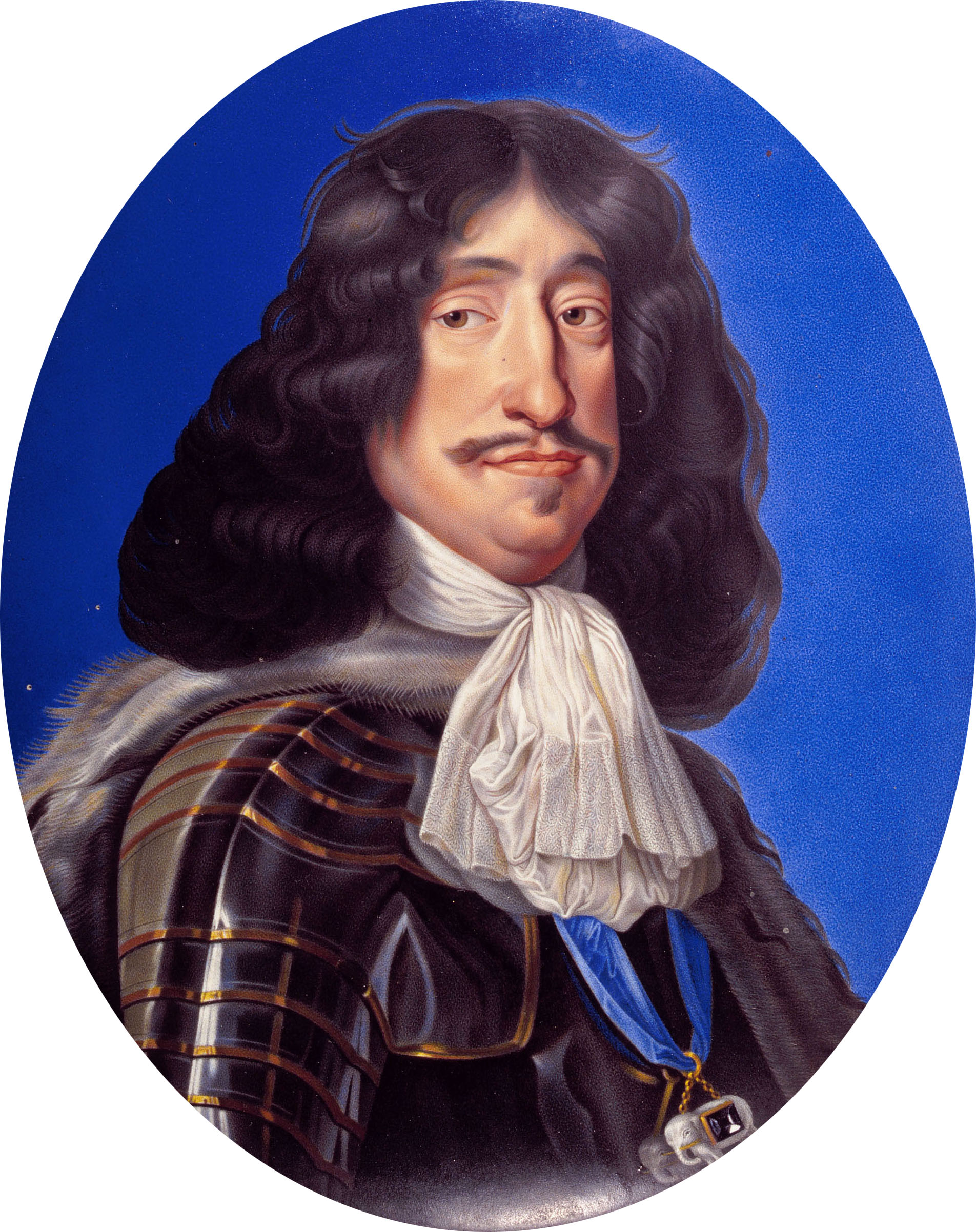
Emailporträt von Friedrich III. von Paul Prieur, 1663

Der Sturz der Schwiegersohnpartei durch den neuen König Friedrich III. hatte für Gabriel und Selio Marselis kaum negative Auswirkungen, denn auch der neue Herrscher war auf ihr Geld und die Waffen, die sie ihm beschafften, angewiesen. So bestätigte Friedrich III. Gabriel Marselis die Privilegien, die ihm sein Vater Christian IV. 1641 für die norwegischen Bergwerke und Eisenhütten erteilt hatte, 1648 nur wenige Tage nach dessen Tod und erneut 1670, diesmal ausgeweitet auf seine Erben. Ansonsten überstanden die Brüder Marselis die Untersuchung über die von Ulfeldt und Sehested veruntreuten staatlichen Gelder unbeschadet. Stattdessen wurde ihnen ein Großteil der Ländereien in Norwegen überschrieben, die Sehested nach seiner Absetzung als Generalgouverneur von Norwegen an die Krone zurückgeben musste. Zusammen mit den Gütern, die sie schon zuvor erhalten hatten, waren sie damit die größten Grundbesitzer in Norwegen. Gabriel Marselis hatte allerdings keine weiteren Ambitionen für Norwegen. In seinem 1655 verfassten Testament wies er seine Nachkommen an, seinen dortigen Besitz zu verkaufen oder zu verpachten.
Zu Marselis’ Geschäftspartnern gehörte der aus Holstein stammende Rentmeister Heinrich Müller, der wie er unter der Schwiegersohnpartei zu großem Wohlstand gekommen war und auch nach deren Sturz als Finanzier der dänischen Könige großen Einfluss im Königreich genoss. Durch die Hochzeit von Müllers gleichnamigem Sohn mit einer Tochter von Selio Marselis wurde die Geschäftsbeziehung durch familiäre Bande verstärkt. Ein zweiter wichtiger Verbindungsmann zum dänischen König und ebenfalls mit der Marselis-Familie verschwägert war der Beamte Paul von Klingenberg (1615–1690). Dieser hatte seine Karriere als Lehrling bei Marselis’ Hamburger Geschäftspartner und Schwager Albert Baltzer Berns begonnen und dessen Tochter, Marselis’ Nichte Elisabeth Berns, geheiratet. 1653 wurde er Generalpostmeister für Dänemark und die Herzogtümer Schleswig und Holstein und 1655 Mitglied des neu geschaffenen Admiralitätsrates.
1657 erhielten Marselis, Müller und Klingenberg zusammen den Auftrag, Marine und Festungen mit Kleidung, Proviant und Waffen für den geplanten Angriff auf Schweden auszustatten, durch den der König die im Frieden von Brömsebro verlorenen Gebiete zurückgewinnen wollte. Nach dem für Dänemark wenig befriedigenden Frieden von Roskilde, der den Krieg nach nur acht Monaten im Februar 1658 beendete, griff der schwedische König Karl X. Gustav im August 1658 Kopenhagen an. Dank Unterstützung ausländischer Mächte erlangte Dänemark im Frieden von Kopenhagen 1660 einen Teil der verlorenen Gebiete zurück. Wirtschaftlich war das Land jedoch vollkommen ruiniert und konnte die gewährten Kredite nicht begleichen, weshalb Gabriel Marselis die von ihm mit Schiffen und Mannschaften aus den Generalstaaten zusammengestellte Flotte nicht bezahlen konnte. Der bankrotte Staat entschädigte die Gläubiger stattdessen erneut mit Gütern aus dem Krongut. Gabriel Marselis erhielt in den folgenden Jahren mehrere Ämter als Pfänder. Selio Marselis, der bei der Belagerung Kopenhagens auch persönlich militärisch eingegriffen hatte, bekam seine Sonderrechte in Christiania 1659 erneuert. Zudem wurde er zum Oberbergwerkrat und Generalpostmeister in Norwegen ernannt, was ihm auch Portofreiheit verschaffte.
Während dieses Krieges war Gabriel Marselis auch diplomatisch tätig. Sein Einfluss bei Friedrich III. war so groß, dass er ihn bewegen konnte, sich 1662 für seinen in Russland ansässigen Bruder Peter einzusetzen, der wegen der Veruntreuung von Staatsgeldern seinen gesamten Besitz in Russland verloren hatte. Peter erhielt seinen Besitz zurück, zu dem Bergwerke, Eisenhütten und Waffenfabriken, aus denen auch Dänemark beliefert wurde, gehörten.

### Internationale Handelsgeschäfte
Für Dänemark investierte Gabriel Marselis in den Aufbau von Handelsverbindungen, Niederlassungen und Kolonien. Eine Verbindung der Familie Marselis nach Russland bestand bereits seit 1613. Der Versuch 1638, für den Salpeterhandel ein Monopol für Dänemark zu erreichen, scheiterte zwar nach 1639, aber der Russlandhandel blieb intensiv. Gabriels Bruder Peter Marselis lebte ab 1629 in Moskau, reiste aber regelmäßig zu den Geschäftspartnern in Dänemark, Hamburg, Schleswig-Holstein und in die Niederlande. Die Familie Marselis lieferte Kriegsmaterial aus den Niederlanden und auch aus eigener Produktion nach Russland und erhielt als Gegenleistung Getreide für Dänemark. Zunehmend führte sie aber auch Eisenwaren und Waffen aus Peters Werken nach Dänemark ein. Den Aufbau dieser Werke förderte vor allem Gabriel. Mehrmals stattete er Schiffe zur Handelsfahrt von Amsterdam über Glückstadt nach Archangelsk aus, wo sich die Eisenwerke seines Bruders befanden.

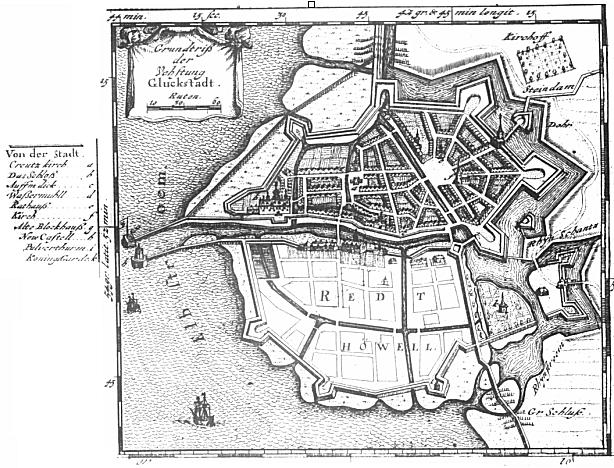
Glückstadt in der Newen Landesbeschreibung der zwey Hertzogthümer Schleswich und Holstein (1652)

1638 legte der ältere Gabriel Marselis König Christian IV. einen Plan vor, eine eigene Ostindien-Kompanie in Glückstadt zu gründen. Trotz erteilter Konzession war diese 1640 nicht über die Vorbereitungen herausgelangt. Der jüngere Gabriel Marselis verfolgte den Plan einer „Ost- und Westindischen Generalkompanie“ mit Sitz in Glückstadt weiter. 1656 sandte er im dänischen Auftrag mehrere Schiffe für eine Expedition an die afrikanische Westküste aus. Ab 1658 unterhielt Dänemark Handelsfaktoreien an der dänischen Goldküste im heutigen Ghana. Der von Paul von Klingenberg 1659 begründeten „Glückstädtischen Afrikanischen Kompanie“, deren Ziel eine unabhängige dänische Handelsverbindung an die Guinea-Küste war, war jedoch angesichts der starken holländischen Konkurrenz kein dauerhafter Erfolg beschieden. 1671 musste sie unter großen Verlusten aufgelöst werden.
Nach Selios Tod 1663 führte Gabriel Marselis das Geschäft mit Dänemark allein weiter und war zu seiner Zeit der größte Gläubiger der dänischen Krone: Von den 7,5 Millionen Gulden, die das Königreich sich bis 1664 bei niederländischen Kaufleuten geliehen hatte, schuldete es Gabriel Marselis mit 1,1 Millionen Gulden den größten Einzelanteil. Im selben Jahr erhielt Marselis Møn als Pfand für 100.000 Reichstaler. Ebenfalls 1664 wurden ihm Schloss und Amt Kalundborg zur Pacht übertragen, deren Wert zumindest nach Marselis’ Ansicht nicht den damit zu begleichenden Schulden entsprach. Als wichtigster Gläubiger der Krone wurde er einschließlich seiner Nachkommen am 7. September 1665 geadelt. Angesichts des im selben Jahr erlassenen Königsgesetzes, das die Macht und die Privilegien des dänischen Adels erheblich einschränkte, half ihm sein neuer Stand nicht bei der Eintreibung der königlichen Schulden. Noch 1696 prozessierte sein Sohn Johann Marselis deswegen gegen die dänische Krone.
Trotz der Geschäfte mit Dänemark behielt Marselis seinen Lebensmittelpunkt und Hauptwohnsitz in den Niederlanden. In der zweiten Hälfte der 1660er Jahre zog er sich zunehmend aus dem Geschäft zurück. Ab 1667 verwalteten seine Söhne Wilhelm und Konstantin die dänischen Güter. Beide wurden zu dänischen Lehnsbaronen ernannt. Die beiden anderen Söhne und ihre Nachkommen blieben in den Niederlanden. Johann wurde 1670 als Nachfolger des Vaters dänischer Kommissarius in den Niederlanden.
Gabriel Marselis starb am 5. August 1673 als letzter seiner Geschwister und einer der reichsten Niederländer seiner Zeit. Er wurde wie seine erste, 1652 verstorbene Frau Isabella van der Straten sowie sein erstgeborener, gleichnamiger Sohn in der Zuiderkerk in Amsterdam beigesetzt. Die Grabsteine in der 1928 säkularisierten Kirche sind nicht erhalten. Seine zweite Frau Maria van Arckel, die im Januar 1656 nur wenige Monate nach der Hochzeit verstarb, ist in der Westerkerk beigesetzt.

## Wappen

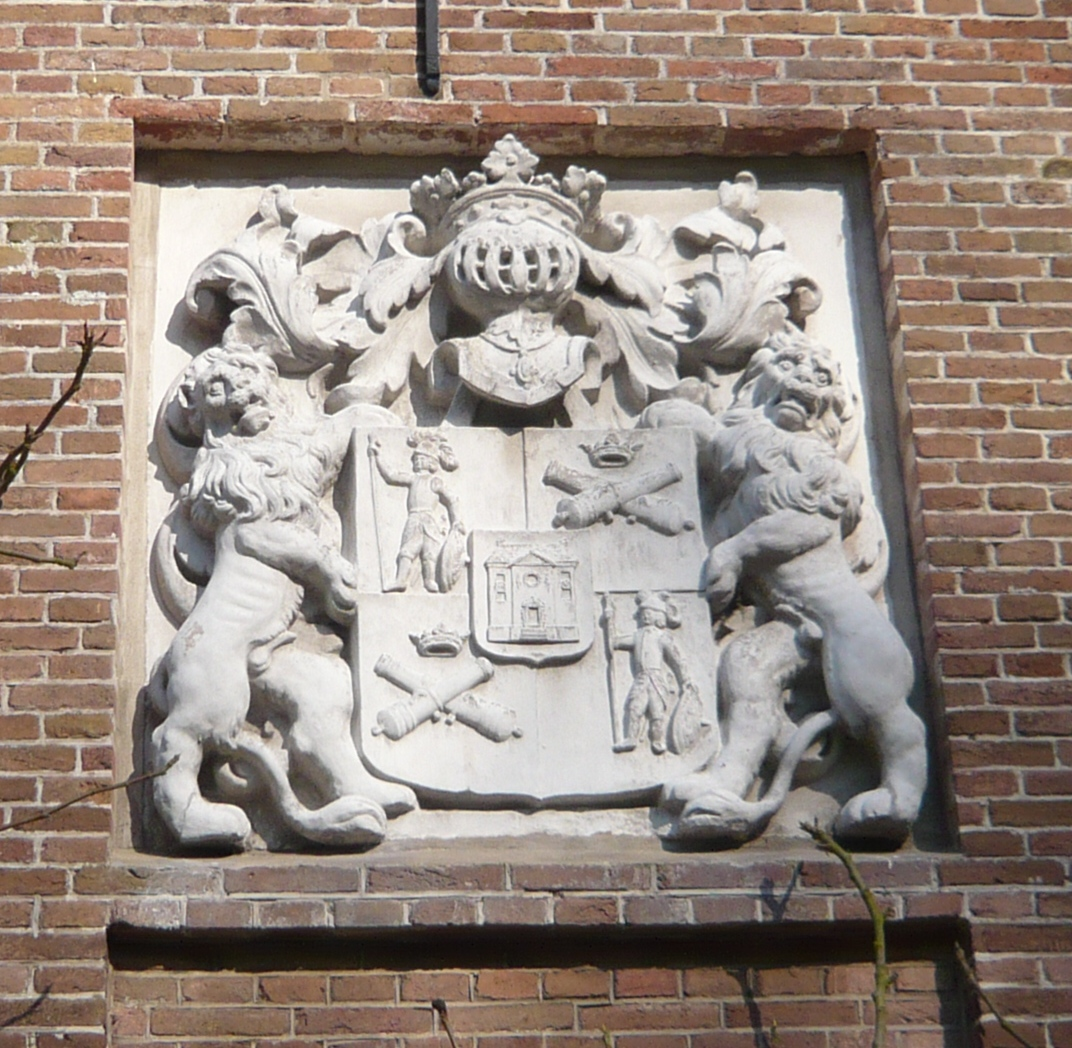
Das Gabriel Marselis verliehene Wappen am Torhaus von Gut Elswout

Das Gabriel Marselis und seinen Nachkommen 1665 verliehene Wappen zeigt im geviertelten Schild zweimal einen stehenden Krieger in roter Rüstung, in der rechten Hand eine silberne Turnierlanze, die linke Hand auf einem ovalen Schild ruhend und zweimal auf blauem Grund zwei schräg gekreuzte silberne Kanonenrohre, bekrönt von einer goldenen Krone, und in der Mitte einen silbernen Herzschild mit einem roten quadratischen Haus, dessen Dach blau und die Fenster schwarz sind. Das Wappenschild wird von zwei Löwen gehalten. Statt einer Helmzier trägt der Helm eine Krone. Dieses auch am Torhaus von Elswout abgebildete Wappen entspricht nicht genau der Beschreibung im Adelsdiplom vom 7. September 1665, nach dem anstelle der stehenden Krieger Reiter abgebildet sein sollten.

## Besitz
Gabriel Marselis war zum Zeitpunkt seines Todes der größte Landbesitzer in Dänemark und Norwegen. Statt seine Schulden in Geld abzuzahlen, überließ der dänische König seinen Gläubigern Landbesitz aus dem Krongut in einem Ausmaß, das nur mit der Verpfändung des Kronguts durch Erik VI. Menved an Graf Gerhard III. von Holstein-Rendsburg um 1300 vergleichbar ist. Gabriel Marselis gelangte so in den Besitz zahlreicher Güter in Dänemark und Norwegen, darunter Gut Havreballegård in Aarhus, das ihm 1661 überschrieben wurde und auf dem er und sein Sohn Konstantin Schloss Marselisborg bauen ließen. Zusätzlich kaufte er weitere Güter, darunter Skumstrup und Moesgård. 1664 erhielt er Møn und Kalundborg, weshalb er sich in den Niederlanden van Callenberg nannte. Auf seinen landwirtschaftlichen Gütern beutete er die Bauern durch hohe Abgaben gnadenlos aus.
Auch in Norwegen setzte sich Gabriel Marselis’ Besitz aus verpfändetem Krongut und eigenen Käufen zusammen. Neben mehreren Kupfer- und Eisenbergwerken gehörte ihm auch eine Mühlstein-Werkstatt bei Vågå, deren Effektivität er auf Kosten der Arbeiter steigerte. 1672–1675 wurde ein Teil des bisherigen Pfandbesitzes, darunter auch die Ländereien des säkularisierten Kloster Bakke bei Trondheim, in Erbeigentum umgewandelt und nach Marselis’ Tod unter seinen Kindern und Neffen aufgeteilt. Andere Ländereien, die Marselis besessen hatte, zog Christian V. 1670 wieder ein und verlieh sie seinem Ratgeber und Kanzler Peder Schumacher Griffenfeld anlässlich dessen Adelserhebung.

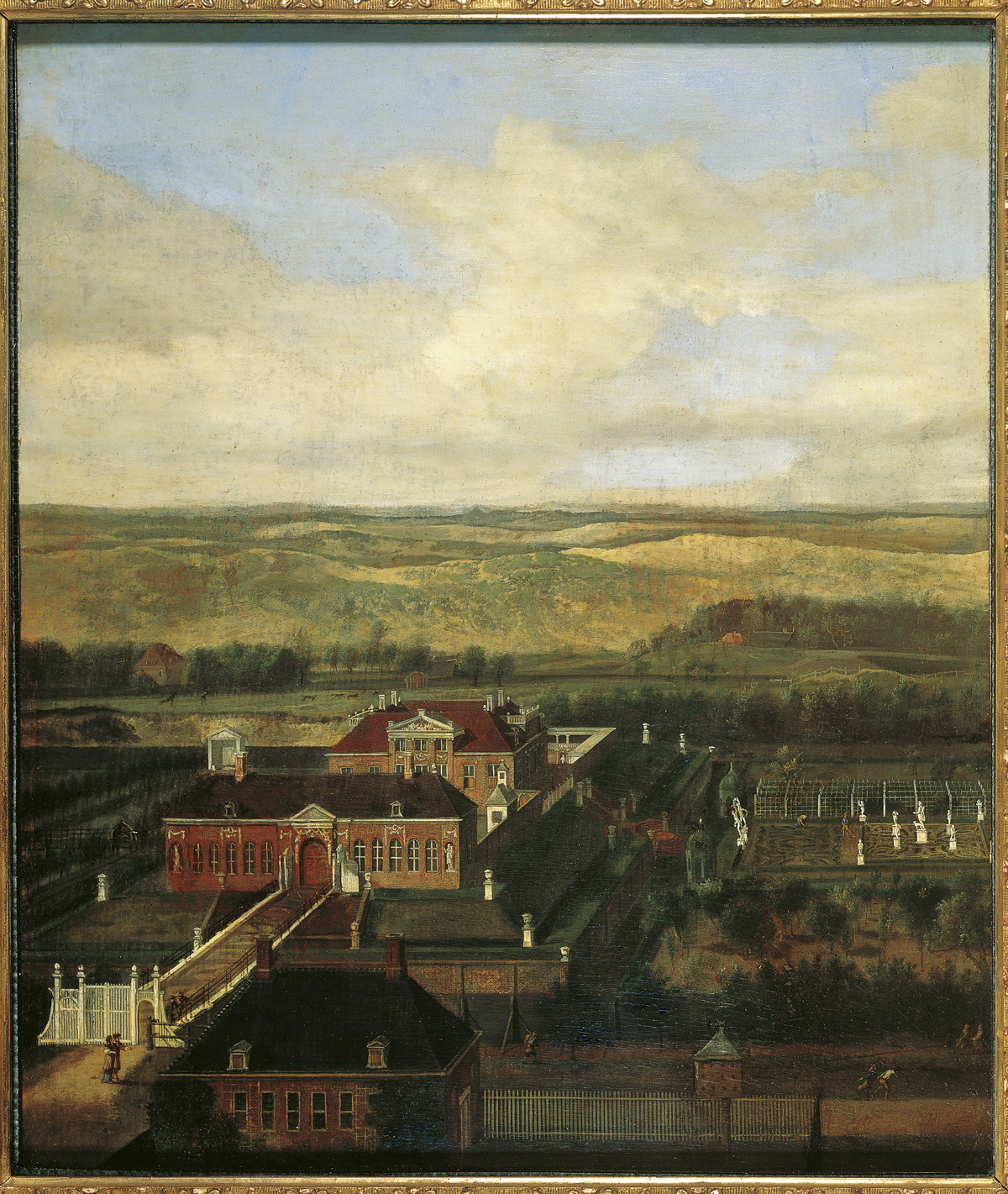
Schloss Elswout (Jan van der Heyden, 1667)

In den Niederlanden besaß Marselis ebenfalls mehrere Güter: 1654 kaufte er dem im Englisch-Niederländischen Krieg finanziell ruinierten Russland-Kaufmann Carl du Moulin dessen Gut bei Overveen in der Gemeinde Bloemendaal ab, das er Elswout (Erlenwald) nannte und zu seinem Sommerwohnsitz machte. Dort legte er einen neuen Garten und eine Kunstsammlung an. Den Sand der umgebenden Dünen ließ er abtragen und nach Amsterdam transportieren. Zu diesem Zweck ließ er den bereits von Moulin angelegten Kanal fertigstellen. Berühmtheit erlangte das Gut, als 1660 die Princess Royal und verwitwete Fürstin von Oranien, Maria Henrietta Stuart, auf ihrer Reise nach London mit ihrem Sohn Wilhelm von Oranien, dem späteren englischen König, dort zu Besuch weilte. Nachdem Marselis in Dänemark geadelt worden war, ließ er das von einem Graben umgebene Gutshaus um ein repräsentatives Torhaus ergänzen, über dessen Tor er sein Wappen anbringen ließ. Marselis ließ sein Gut in den 1660er Jahren von Gerrit Berckheyde und Jan van der Heyden malen. Beide Gemälde hängen im Frans Hals Museum.
Außer Gabriel und Selio erhielt auch ihr Bruder Leonhard Marselis als Ausgleich Güter im dänischen Königreich. So bekam er zusammen mit den Erben seines Schwagers Berns 1663 für die Begleichung der Schulden des Königsohns Waldemar Christian zu Schleswig und Holstein das Schloss Boller, das er allerdings schon im folgenden Jahr weiterverkaufte, sowie das 1588 niedergelegte Kloster Mariager.

## Ehen und Nachkommen
Gabriel Marselis war zweimal verheiratet. Seine erste Frau Isabella (Isabeau) van der Stra(a)ten (* Januar 1616 in Hamburg) starb 1652 und wurde am 15. Oktober in der Zuiderkerk in Amsterdam begraben. Die zweite Ehe schloss er am 14. März 1655 in Amsterdam mit Maria van Arckel (1622–1656).
Aus der ersten Ehe hatte er acht Kinder, von denen vier Söhne ihn überlebten:
- Isabella (1637–1643)
- Gabriel (1639–1667)
- Johann (Jan) (1641–1702) war Kanoniker am Utrechter Dom und erbte Elswout.[41] Er heiratete die Tochter des Haarlemer Bürgermeisters Jan van Thilt, mit der er fünf Kinder hatte. Elswout wurde nach seinem Tod 1703 mitsamt des Inventars und der Kunstsammlung versteigert.
- Frans (1643–1705) erbte Kalundborg und nannte sich als dessen Besitzer „Herr van Callenburg“. Er heiratete 1669 Adriana Pauw (1652–1713), die von ihrem Großvater Adriaan Pauw Heemstede geerbt hatte, wo die Familie lebte. Sein Familienzweig starb 1808 aus.
- Vilhelm (1645–1683) studierte ab 1661 in Leiden. Um 1664 übernahm er von seinem Vater die Güter Moesgård, Østergård und Skumstrupgård, seit 1688 Vilhelmsborg, bei Aarhus. 1673 wurde er unter dem Namen Gyldenkrone in den dänischen Freiherrenstand erhoben, aus seinen Gütern wurde die Lehnsbaronie Wilhelmsborg. Im selben Jahr heiratete er die dänische Adlige Regitze Sophie Vind (1660–1692). Er und seine Frau hatten fünf Söhne. Nach seinem Tod ließ sie in dem Dorf ein Armenhaus einrichten und stiftete der Patronatskirche in Mårslet ein Altarretabel. In zweiter Ehe heiratete sie Jens Juel.[47] Die Baronie Wilhelmsborg wurde im Zuge der Lehnsauflösung 1919 aufgehoben.

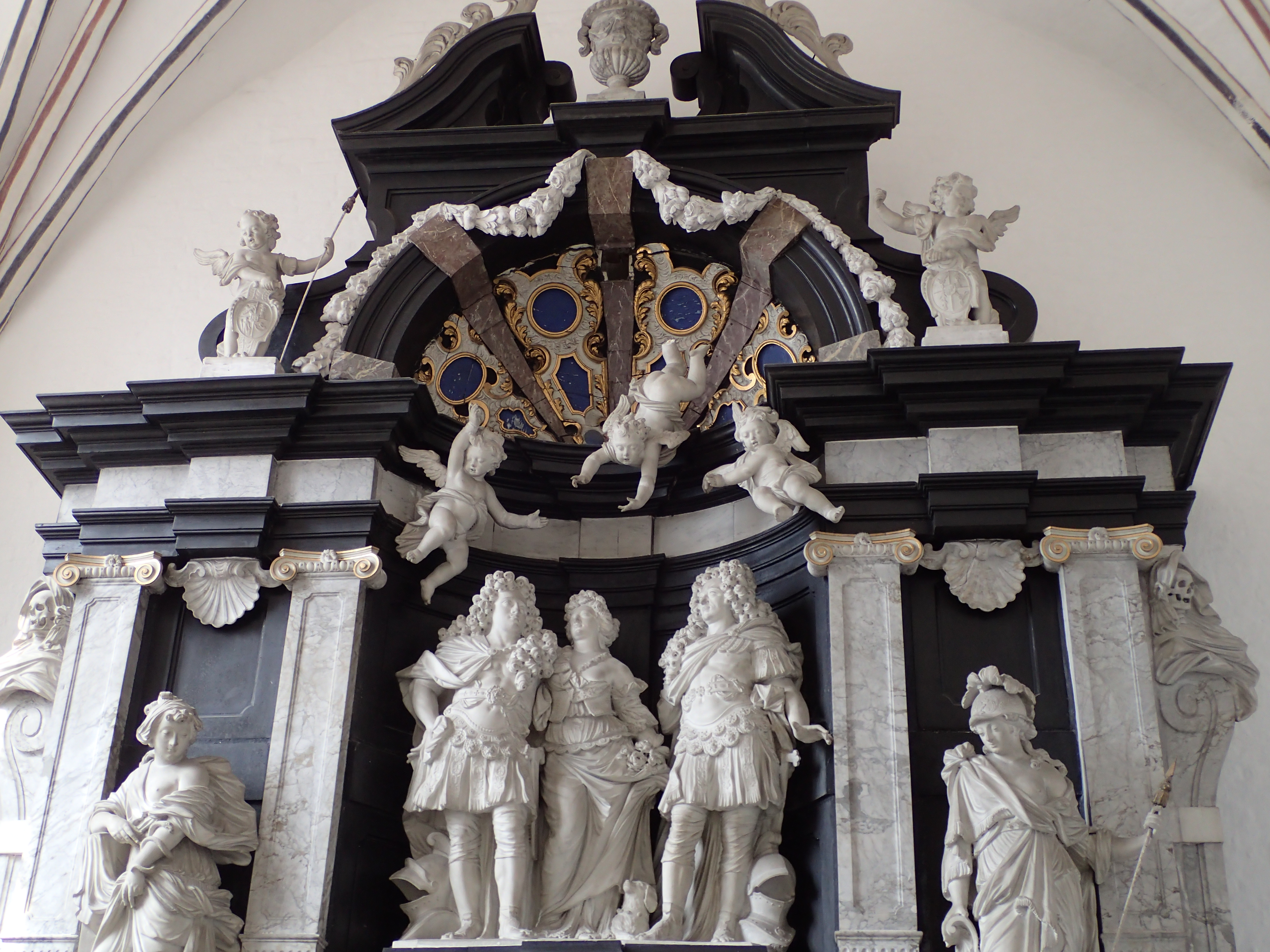
Epitaph für Konstantin Marselis im Dom zu Aarhus; Marselis steht (vom Betrachter aus gesehen) links von seiner Frau. Die Wappen, die die beiden Putti tragen, sind zusammengesetzt aus den Wappen der Familien Marselis und Charisius.

- Constantijn (Konstantin) (1647–1699) heiratete Sophie Elisabeth Charisius (1647–1706), ein Hoffräulein der dänischen Prinzessin und späteren Herzogin von Schleswig-Holstein-Gottorf, Friederike Amalie. Sein Erbteil Schloss Marselisburg benannte er nach dem Tod seines Vaters in Constantinsborg um. 1680 wurde er zum Baron von Marselisborg ernannt. Die Baronie fiel nach seinem Tod 1699 zurück an die Krone, da seine Ehe kinderlos geblieben war. Das Epitaph für ihn, seine Frau Sophie Charisius und deren zweiten Ehemann Peder Rodsteen (1662–1714) im Dom zu Aarhus schuf Thomas Quellinus. Es ist das größte barocke Grabmal in Dänemark.
- Lodewijk (* 1649; † vor 1653)
- Jacobus (* 1651; † vor 1653)

## Niedergang des Handelshauses Marselis
Der Niedergang der Familie Marselis begann schon vor Gabriels Tod. Die Kompanie seiner in Hamburg verbliebenen Geschwister Leonhard und Elisabeth, der Witwe von Berns, war bereits 1663 aufgelöst worden. Selios ältester Sohn und Nachfolger Gabriel Seliossen Marselis gab die durch Raubbau nicht mehr rentablen Bergwerke in Norwegen bald nach dem Tod des Vaters 1663 auf und verlegte sich auf den Handel mit Schwefel aus Island. Ende 1671 fand man ihn vor dem Hamburger Deichtor erstochen auf. Die Aufklärung des Falles verhinderten die Verwandten in Wandsbek mit königlichem Privileg. Angeblich hatte er aus unglücklicher Liebe zu seiner Cousine Anne van de Wiele, geb. Berns, Selbstmord begangen. Sein jüngerer Bruder Johann, der die Posten seines Vaters in Norwegen übernommen hatte, verschwindet vor 1674 aus den Quellen. Auch er hatte sich wie die meisten anderen Mitglieder der Familie Marselis und den mit ihnen aus dem Bürgertum in den Stand von Gutsbesitzern Aufgestiegenen wie besonders Heinrich Müller durch die rücksichtslose Ausbeutung der Bauern seiner Güter sehr unbeliebt gemacht. Selios drei Töchter heirateten dänische Kaufmänner.
Peter Marselis starb 1672. Sein Sohn Leonhard (1638–1670), der erfolgreich mit dem Aufbau einer russischen Post begonnen hatte, war bereits vor ihm gestorben. Der Sohn Peter führte das russische Handelshaus und die mit Gabriels Unterstützung aufgebauten Eisenwerke sowie die Postmeisterei erfolgreich weiter, starb aber bereits 1675. Der Besitz ging unter Umgehung des kleinen Sohnes und der jüngeren Brüder in andere Hände über. Gabriels Söhne gingen bei ihren Forderungen nach Rückzahlung der dem älteren Peter gewährten Kredite leer aus.

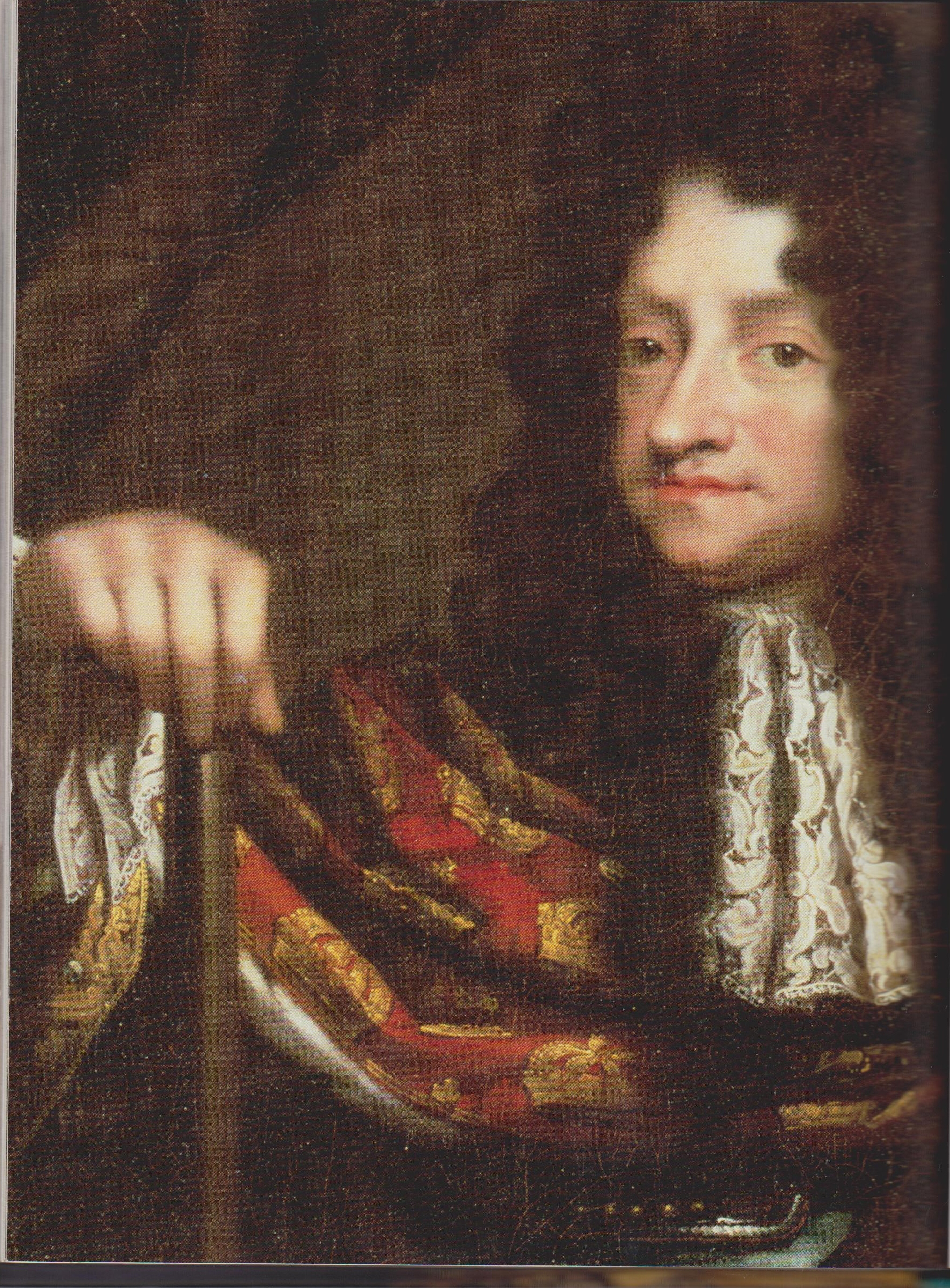
Christian V. zog einen Teil der an Marselis verpfändeten Güter wieder ein.

Der norwegische Landbesitz der Familie Marselis war bereits nach Gabriels Tod 1673 dem Testament entsprechend verkauft worden. In Dänemark zog der nach dem Königsgesetz als absoluter Herrscher regierende Christian V. während und nach dem erneuten Krieg gegen Schweden ab 1676 die verpfändeten Krongüter wieder ein. Bei der sogenannten „Güterreduktion“ wurde ein Teil des Kronlandes durch Geldzahlungen ausgelöst. In anderen Fällen gelang es dem König, die Güter auch ohne Rückzahlung wieder an sich zu bringen. 1679 wurde der Rentmeister Heinrich Müller, der langjährige Geschäftspartner der Brüder Marselis und nach diesen der wichtigste Finanzier der dänischen Krone, durch ein neues Rentenkammerkollegium abgelöst, das ihm Veruntreuung nachwies und Rückzahlung von 132.496 Reichstalern forderte, wodurch Müller seinen gesamten über Jahrzehnte angehäuften Landbesitz verlor und seine letzten Lebensjahre in Armut verbrachte.
1683 wurde den Erben der Berns & Marselis-Kompanie das nicht erfüllte Salzabkommen von 1642 zum Verhängnis. Sie sollten innerhalb von sechs Wochen jeweils die Hälfte von fast zwei Millionen Reichstalern, auf die sich nach Berechnung der Rentenkammer der Schaden einschließlich der Zinsen belief, nachzahlen. Gegenüber dieser Forderung wandte Regitze Sophie Vind, die Witwe von Gabriel Marselis’ kurz zuvor verstorbenem Sohn Baron Vilhelm Gyldenkrone, ein, dass dem Vertrag von 1642 entsprechend Berns mit fünf Sechsteln, Marselis aber mit nur einem Sechstel beteiligt gewesen sei. Paul von Klingenberg, der 1680 Berns’ gesamten Nachlass von den übrigen Erben übernommen hatte, musste damit fast die gesamte Last allein tragen. Dass Gabriels Sohn Johann 1688 gegen die dänische Krone klagte und die Begleichung von noch immer offenen Schulden anmahnte, half weder ihm und seinen Brüdern noch Klingenberg, der alle seine Güter verkaufen und schließlich 1690 Konkurs anmelden musste. Gabriels Söhne verloren nur Møn, das zu Vilhelms Erbteil gehört hatte. Ihnen blieb ein stattlicher Besitz in Dänemark, den Regitze Sophie Vind durch die Übernahme von vier ehemals Berns’schen Gütern von Klingenberg sogar noch vergrößern konnte.
Frans van Marselis erhielt 1684 die Bestätigung für den Besitz von Kalundborg, das vom Pfand zum Erbeigentum umgewandelt, jedoch 1706 verkauft wurde. Die Nachkommen von Vilhelm Gyldenkrone besitzen nach wie vor Land in Dänemark, wenn auch nicht mehr als Barone. Die in den Niederlanden ansässigen Brüder Johann und Frans und ihre Nachkommen betrieben als Patrizier in Amsterdam Gabriel Marselis’ norwegische Holzgeschäfte weiter. 1808 starb der niederländische Zweig der Familie aus.

## Porträts
Zwei auf 1655 datierte und signierte Pendant-Porträts von Bartholomeus van der Helst aus der Sammlung des Genfers Jean-Robert Tronchin Boissier (1710–1793), die ein niederländisches Ehepaar in reicher, modischer Kleidung fast in Lebensgröße darstellen, wurden 2012 von Sebastien A. C. Dudok van Heel als Hochzeitporträts von Marselis und seiner zweiten Ehefrau Maria van Arckel, die er 1655 heiratete, identifiziert. Als Beleg dafür gibt er an, das Gebäude mit den beiden Schornsteinen im Hintergrund des Männerporträts zeige Gut Elswout, das Marselis im Jahr zuvor erworben hatte, vor dessen Ausbau. In der hinter dem Gutshaus gelegenen, von Häusern umgebenen Kirche ist die St.-Bavo-Kirche in Haarlem zu erkennen, in deren Nähe das Gut liegt. Im Hintergrund des Frauenporträts sind mehrere Schiffe auf der See hinter den Dünen zu sehen, möglicherweise ein Hinweis auf Marselis’ Tätigkeit als Kaufmann.
2015 widersprach Pieter Biesboer dieser Deutung. Er sieht in den Porträtierten Hendrick Zegersz van der Kamp (* um 1605) und dessen zweite Frau Hester du Pire († 1656), deren Gut Huis te Manpad ebenfalls bei Haarlem lag. Dafür spreche auch, dass das Alter der abgebildeten Frau eher zu der 1655 um die 50 Jahre alten Hester du Pire passe als zu der 33-jährigen Maria van Arckel. Zudem war Hester du Pire eine Tante der Ehefrau des Malers und Patin eines seiner Kinder, deren Haus van der Helst 1654 besuchte. Die Gemälde wurden 2018 bei Sotheby’s verkauft.
Sicher Gabriel Marselis zuzuordnen ist dagegen das oben abgebildete Porträt, das Pieter Nason 1669 von ihm anfertigte. Es zeigt den 60-jährigen Marselis auf einem gepolsterten Lehnstuhl am Schreibtisch sitzend, auf dem eine kostbar verzierte Taschenuhr, Schreibzeug, ein unbeschriebener Papierbogen und ein gesiegelter Brief liegen. Er trägt eine Kette, an der ein Medaillon mit einem Miniaturporträt von König Friedrich III. hängt, das dem von Paul Prieur 1663 geschaffenen Emailporträt des Königs ähnelt. Dieses Gemälde und zwei Bilder seiner beiden als jugendliche, blonde Jägerinnen idealisierten Ehefrauen befanden sich im Besitz der Nachkommen seines Sohnes Vilhelm Gyldenkrone und wurden um 1920 dem Museum auf Schloss Frederiksborg in Hillerød überlassen.